# Ива Нова
«Ива Нова» — российская женская этно-экстрим группа, экспериментально сочетающая в себе славянские мотивы и панковский напор, танцевальные техно-ритмы и авангардные шумовые эффекты.
«Ива Нова» — частый гость российских и зарубежных фестивалей, телевизионных и радиопроектов, музыкальных площадок.

## История
Группа образовалась летом 2002 года в Санкт-Петербурге в результате раскола группы «Бабслэй», основанной ранее барабанщицей Екатериной Фёдоровой. Вместе с ней в первый состав «Ива Новы» ушли Инна Лишенкевич (гитара) и Елена Жорник (баян), а к ним примкнули Вера Огарёва (вокал, мелодии, тексты) и Елена Станкевич (Новикова) (бас). Часть материала «Бабслэя» авторства Фёдоровой была переработана новым составом и включена в программу, но основной упор делался на новые песни, пишущиеся текущим составом.
Первое публичное выступление группы успешно состоялась 7 сентября 2002 года в питерском клубе «Молоко».
Осенью 2011 «Ива Нова» играла вместе с американским певцом и аккордеонистом Джейсоном Уэбли (англ. Jason Webley).
В июне 2012 года Инна Лишенкевич покидает коллектив из-за творческих разногласий. На её место группа решает никого не брать, и квинтет становится квартетом без гитары, что радикально меняет и освежает звучание группы. В этом составе записывается следующий альбом «Крутила пила». После записи альбома, в сентябре 2014 года, в связи с переездом за границу, коллектив покидает Елена Новикова. Её место занимает Галина Киселёва, и в таком виде состав окончательно стабилизируется.

## Критика
Артемий Троицкий: «Пять участниц „Ива Новы“ играют неформатный рок. Отчасти панк, отчасти „русская народная-блатная-хороводная“, отчасти блюз, танго и страдания. Только они не вскрывают глубинные пласты девичьего подсознания, а играют интересную и заводную музыку. Мало кто из наших парней на это способен».
Британский журнал fRoots про группу «Ива Нова»:

«Они за гранью, прорываясь за музыкальные барьеры — фолк, панк-рок, рок-н-ролл, арт-рок — с энергией и талантом, которые помогли бы Джону Бонэму заработать деньги и могли бы заставить Джимми Пейджа практиковаться в тяжелых гитарных риффах»
Оригинальный текст (англ.)«They’re out on the edge, bursting through musical barriers — folk, punk rock, rock ’n’ roll, art rock — with an energy and talent which would have given John Bonham a run for his money, and might get Jimmy Page practising heavy guitar riffs»

## Состав

### Текущий состав
- Екатерина Фёдорова — барабаны, тарелки (2002—настоящее время)
- Анастасия Постникова — голос, вокал, синтезатор, перкуссия, варган, стиральная доска, музыка, автор (2005—настоящее время)
- Наталия Потапенко — аккордеон, соло партии, бэк-вокал (2008—настоящее время)
- Галина Киселёва — лидирующая бас-гитара, фузз, бэк-вокал (2014—настоящее время)

### Бывшие участницы
- Вера Огарёва — вокал, мелодии, тексты (2002—2004)
- Инна «Инка» Лишенкевич — гитара, вокал (2002—2012)
- Елена «Леша» Жорник — баян (2002—2006)
- Елена Новикова (Елена Станкевич) — бас (2002—2005, 2013—2014)
- Екатерина Григорьева — бас (2005—2008)
- Эльнара Шафигуллина — аккордеон (2006—2008)
- Ксения Васильева — бас (2008—2010)
- Наталия Назарова — бас (2010—2013)

## Дискография

### Альбомы
- Ива Нова (CD, 2003, Форпост/Союз)
- Чемодан (CD, 2006, Геометрия)
- К себе нежно (CD, 2010, Геометрия)
- Крутила пила (CD, 2014, Геометрия / LP, 2015, Bomba-Piter)
- Уба Хоба[1][2] (CD, 2018, Геометрия / MC, 2018, Заплатка / LP, 2019, Bomba-Piter)
- Много нас тут (CD, 2024, Геометрия)

### Концерты
- Live (CD-R, 2002, самиздат)
- Живая![3] (DVD, 2005, Manchester Files)
- неОбыкновенный концерт в ДОМе (DVD, 2009, Геометрия)
- 220V. Live from Wackelstein Festival (CD, 2013, Геометрия)
- We go to China (MC, 2020, Заплатка)
- БелосНежный концерт (CD+DVD, 2021, Геометрия)

### Синглы
- …после зимы [3 песни из альбома «К себе нежно» + 1 клип] (CD, 2009, Sketis Music)
- Little case [5 песен из альбома «Чемодан» + 1 концертная] (CD, 2006, Геометрия)

## Видеография
У группы есть анимационные клипы на песни «Город», «Финское танго», «Сон колхозника», «Ведьма», «Птица» (режиссёр Е. Лазеров).
Клип «Alien`s Lullaby» на песню «Колыбельная „Блюз“» (А. Медведев, 2009).
Клип на песню «Яга», премьеру которого так долго ждали поклонники творчества «Ива Новы» и сами девушки, которым во время съёмок видео пришлось гореть, тонуть, летать на мётлах, колдовать и даже встречать утро в спальных мешках на Дворцовой площади (режиссёр клипа — актёр и режиссёр инженерного театра «АХЕ» — Павел Семченко).

## Фестивали
Группа принимала и принимает участие в фестивалях:
- «EthnoAmbient» (Хорватия)
- «Copenhagen World Music Festival» (Дания, сентябрь 2017)
- «Les Nuits Européennes — Strasbourg» (Франция)
- «Faces» etnofest (Финляндия)
- «Festival du Gibloux» (Швейцария)
- «Festival Frauen_Stimmen Burgruine»
- «Folk’n’Fusion Festival»
- «Fusion» (Германия)
- «Hildesheim» (Германия)
- «Open Air in Mainz» (Германия)
- «Pohoda Festival» (Словакия)
- «Progress Festival Vooruit», Гент (Бельгия)
- «Rdece Zore», Любляна (Словения)
- «Reichenstein» (Австрия)
- «Street Festival in Linz» (Австрия)
- «Rock-Line», Пермь (2014)
- «Беломор-Буги», Архангельск (2013)
- «Белый Шум», Карелия
- «Воздух», Петрозаводск (2008)
- «Дикая Мята», Москва
- «Квир-фестиваль», Санкт-Петербург
- «Магер Фест», Санкт-Петербург,
- «Наши в городе», Санкт-Петербург
- «Окна открой!», Санкт-Петербург
- «Рок-Этно-Стан», Екатеринбург
- «Пустые холмы», Россия (2008)
- «ФолкРокФорум», Москва
- «Этно-механика», Санкт-Петербург